# O dia das calças roladas
O dia das calças roladas és una novel·la capverdiana publicada en 1982 per Germano Almeida.
El llibre fou publicat per primer cop per Ilhéu Editora. La història tracta d'un relat d'una vaga que va passar a l'illa de Santo Antão.